# Solgt til stanglakrids
Solgt til Stanglakrids er navnet på C.V. Jørgensens femte album, som udkom på LP i 1979.

## Spor
1. "Søndags-Seancer" – 4:17
2. "Christiania Black Star" – 4:30
3. "Surf A La Mode" – 5:35
4. "Balladen Om Mickey Lama" – 4:42
5. "Senior & Søn" – 4:39
6. "Det Psykedeliske Forår" – 3:22
7. "Ingenting & Festfyld" – 4:48
8. "Marchmænd I Civil" – 5:48